# Parc Sainte-Claire
Le parc Sainte-Claire est un parc public labellisé Jardin remarquable, de 6 500 m2, situé sur la colline du Castéou, dans la commune de Hyères.
Le parc Sainte-Claire doit son nom à la villa qu’il abrite, le Castel Sainte-Claire.

## Histoire

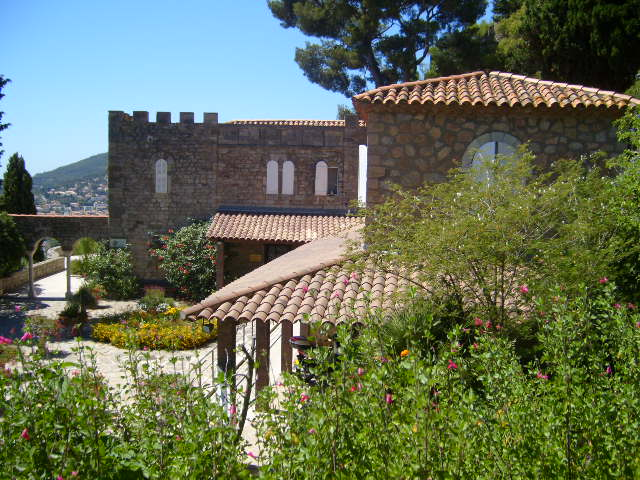
La villa du castel, située dans le parc.

Le Castel Sainte-Claire a été construit dans un style néo-roman, en 1849, par le colonel Olivier Voutier, sur l’emplacement d'un ancien couvent. Il a ensuite appartenu à la romancière Edith Wharton, avant d'être acheté par la municipalité en 1957. 
Il abrite, depuis 1989, les bureaux du Parc national de Port-Cros.

## Situation
Il représente environ une superficie de 6 500 m². Situé tout près du Parc Saint-Bernard sur les hauteurs de la ville, et jouxtant la Collégiale Saint-Paul, la vue sur la rade d'Hyères y est imprenable. 

## Liste des espèces de plantes
- Euryops pectinatus
- Polygala myrtifolia
- Dicliptera suberecta
- Yucca gloriosa
- Washingtonia robusta
- Cèdre de l'Himalaya
- Iochroma cyaneum
- Rose de Chine
- Cuphea melvilla
- Solanum rantonnetii
- Sauge à fleurs blanches
- Calliandra tweediei
- Myoporum insulare
- Gommier bleu
- Caoutchouc
- Palmier chanvre
- Araucaria de Norfolk
- Arbre corail
- Bauhinia galpinii
- Palmier nain

## Anecdotes
Le parc Sainte-Claire abrite la tombe du colonel Voutier, mort le 18 avril 1877, découvreur de la statue de la Vénus de Milo.